# Mijzijde
Mijzijde est un hameau situé dans la commune néerlandaise de Woerden, dans la province d'Utrecht. Mijzijde est situé entre Kamerik et Woerdense Verlaat. Le 1er janvier 2006, le hameau comptait 160 habitants.

## Histoire
Mijzijde était le chef-lieu de la commune de Kamerik-Mijzijde.